# Viação Santa Cruz
A Viação Santa Cruz é uma empresa brasileira de transporte rodoviários fundada no ano de 1958 na cidade de Mogi Mirim, interior de São Paulo. Foi criada pelo empresário Eugênio Mazon.
A empresa atua no interior de São Paulo e parte do sul de Minas Gerais, ligando essas duas regiões entre si e entre a capital paulista e cidades próximas como Osasco e ABC Paulista. Também realiza transportes urbanos nas cidades de Mogi Mirim e Mogi Guaçu.

## História
Nos anos 50, o empresário Eugênio Mazon já operava um sistema de transporte coletivo na região da baixa mogiana, consistindo inicialmente no transporte escolar de 14 estudantes entre Conchal e Mogi Mirim. Pouco tempo depois, Mazon passou a oferecer também pequenas viagens para funcionários de diversas indústrias da região o que logo evoluiu para um sistema de transporte urbano coletivo e turismo.
No dia 14 de junho de 1958, Eugênio decide fundar a Viação Santa Cruz S.A. para melhorar seus serviços prestados. A nova empresa inicia suas atividades logo após adquirir um jardineira Ford F600, para servir as indústrias que começavam a se instalar na região, gerando empregos e desenvolvimento.
Já na década de 60 os serviços da Viação Santa Cruz se expandem regionalmente, com a aquisição de uma linha intermunicipal ligando Mogi Mirim a Mogi Guaçu. A empresa inciou também a implantação dos serviços de transporte coletivo urbano, os chamados “Circulares”, nas cidades de Mogi Mirim e Araras.
O desenvolvimento industrial foi se consolidado na região, o que fez com que a procura da população por serviços de transporte aumentasse consideravelmente. Nos anos 70, a Viação Santa Cruz adquire seu primeiro lote de Monoblocos da Mercedes-Benz modelos O321. Os novos ônibus, que começavam a virar febre entre outras empresas do ramo na época, ofereciam poltronas mais confortáveis aos passageiros e possuíam chassis e carroceria únicos. Na mesma década, a empresa começou a investir em diversos outros municípios do interior de São Paulo e também em Minas Gerais. A aquisição das empresas Viação Bizacchi e Rápido Pinhal permitiu a ampliação dos horários de atendimento à população e com isso a Viação Santa Cruz chegava a capital paulista. A empresa também passou a atender os municípios de Poços de Caldas, Andradas e Espírito Santo do Pinhal depois de aquirir a Viação Nossa Senhora de Fátima e instalar uma garagem própria em Alfenas.
Na década de 80, a empresa se une com a Expresso Cristália da cidade de Itapira dando origem ao conglomerado Grupo Santa Cruz. Os serviços foram aprimorados, multiplicando-se o número de passageiros. Para atender o aumento da demanda, a viação contratou mais empregados. Na década seguinte, o Grupo Santa Cruz obtém o controle acionário da Viação Nasser, com isso as cidades que eram atendidas por essa empresa passaram a ser supervisionada também pela Santa Cruz, aumentando ainda mais seu pacote de linhas e destinos.
Nos anos 2000, o grupo continuou crescendo. Em 2010 foram incorporados a Santa Cruz as empresas Transul (que atuava principalmente operando linhas que ligavam o sul de Minas Gerais a São Paulo) e a Multipart (controladora da Sul Mineira Transportes, Viação Mogi Guaçu e Mogi Guaçu Transportes). Em 2011, é adquirida a Expresso Brasileiro e com isso o Grupo Santa Cruz passou a atuar também no estado do Rio de Janeiro. Em 2013, comprou as linhas federais da Empresa de Transporte Santa Terezinha de Varginha, que ligavam o sul de Minas Gerais a São Paulo.
Em 2016, modernizou sua marca e renovou parte da frota com um novo layout na cor vermelha.
Entre 2016 e 2017, decidiu incorporar as empresas Nasser e Cristália, deixando apenas a marca Santa Cruz, repassando as linhas e a frota.
Em agosto de 2017 vendeu a Expresso Brasileiro para o Grupo Águia Branca, após a aprovação do CADE e da ANTT.

## Cidades Atendidas
| Destinos |
| --- |
| - São Paulo - São Paulo Barra Funda - Alfenas - Campinas - Mococa - Areado - Bofete - São José do Rio Pardo - São Sebastião da Grama - São Sebastião do Paraíso - Tapiratiba - Santo Antônio do Jardim - Machado - Serrania - Poços de Caldas - Itapira - Mogi Mirim - Mogi Guaçu - Alterosa - Botucatu - Santos - Três Pontas - Três Corações - Pouso Alegre - Bariri - Bragança Paulista - Aguaí - Barra Bonita - Caconde - Casa Branca - Lambari - Varginha - Silvianópolis - São Thome das Letras - São Lourenço - Santana da Vargem - Santa Rita do Sapucaí - Poço Fundo - Pedralva - Paraguaçu - Ouro Fino - Olímpio Noronha - Nepomuceno - Muzambinho - Monte Santo de Minas - Monte Belo - Lambari - Juiz de Fora - Itajubá - Inconfidentes - Guaxupé - Guaranésia - Extrema - Elói Mendes - Cristina - Conceição do Rio Verde - Conceição Aparecida - Caxambu - Carmo do Rio Claro - Carmo da Cachoeira - Campos Gerais - Campo do Meio - Campestre - Campanha - Cambuquira - Cabo Verde - Botelhos - Boa Esperança - Bandeira do Sul - Arceburgo - Andradas - Alpinópolis - Suzano - São Caetano do Sul - São Bernardo do Campo - Santo André - Osasco - Mauá - Vargem Grande do Sul - São Manuel - São João da Boa Vista - Rio Claro - Ribeirão Preto - Registro - Pereiras - Piracicaba - Limeira - Jaú - Itú - Itobi - Igaraçu do Tietê - Espírito Santo do Pinhal - Divinolândia - Conchas - Cesário Lange - Caconde |

## Garagens
- Mogi Mirim
- Alfenas (sub sede)
- Araras
- Campinas
- Espírito Santo do Pinhal
- Itapira
- Itajubá
- Jaú
- Limeira
- Mococa
- Poços de Caldas
- São João da Boa Vista
- São Paulo
- São Sebastião do Paraíso